# Puntate di Lockerbie - Attentato sul volo Pan Am 103
Le cinque puntate della miniserie televisiva Lockerbie - Attentato sul volo Pan Am 103 (Lockerbie: A Search for Truth) sono state trasmesse in prima visione nel Regno Unito su Sky Atlantic il 2 gennaio 2025.
In Italia sono andate in onda su Sky Atlantic, canale a pagamento della piattaforma satellitare Sky, dal 27 gennaio al 10 febbraio 2025.
| nº | Titolo originale | Titolo italiano | Prima TV UK    | Prima TV Italia  |
| -- | ---------------- | --------------- | -------------- | ---------------- |
| 1  | Episode 1        | Episodio 1      | 2 gennaio 2025 | 27 gennaio 2025  |
| 2  | Episode 2        | Episodio 2      | 2 gennaio 2025 | 27 gennaio 2025  |
| 3  | Episode 3        | Episodio 3      | 2 gennaio 2025 | 3 febbraio 2025  |
| 4  | Episode 4        | Episodio 4      | 2 gennaio 2025 | 3 febbraio 2025  |
| 5  | Episode 5        | Episodio 5      | 2 gennaio 2025 | 10 febbraio 2025 |

## Episodio 1
- Diretta da: Otto Bathurst
- Scritta da: David Harrower

### Trama
Il 21 dicembre 1988 la giovane Flora Swire, ragazza britannica figlia di Jim e Jane, si imbarca sul volo Pan Am 103 diretto a New York. Poco dopo la sua partenza, la cittadina di Lockerbie, in Scozia, viene invasa di pezzi di aereo e cadaveri in seguito all'esplosione di un volo. Dopo aver cercato per ore di scoprire se si trattasse dello stesso volo della figlia, la famiglia Swire viene informata dalla Pan Am che Flora si trovava su quell'aereo e che è rimasta uccisa come tutti gli altri passeggeri.
Jim, distrutto e ferito dalla notizia, inizierà una ricerca e un'indagine personale per scoprire come sia potuta accadere una tragedia del genere, mettendo in mezzo l'allora ministro dei trasporti Paul Channon, il primo ministro Margaret Thatcher e il successore di Channon, Cecil Parkinson. Durante le indagini, conosce il giornaliata Murray Guthrie, che lo aiuta nelle ricerche e gli permette di entrare nelle scene dell'incidente e nell'obitorio delle vittime, dove Jim vede il cadavere della figlia.
Il dottor Swire, che nonostante il dramma che lo ha colpito rimane molto lucido e coraggioso, viene nominato portavoce dal gruppo delle famiglie delle vittime.

## Episodio 2
- Diretto da: Otto Bathurst
- Scritto da: David Harrower

### Trama
Dopo circa tre anni dalla tragedia di Lockerbie, Jim prosegue le sue indagini, scoprendo che negli aeroporti i controlli non scovano la presenza di ordigni esplosivi nei bagagli.
Il governo individua due cittadini libici come fautori dell'attentato, creando una frattura ulteriore di UK e USA con la Libia di Muʿammar Gheddafi.
Il giornalista libico Nabil Nagameldin si mette in contatto con Jim e lo informa di potergli organizzare un incontro con Gheddafi in persona, dicendosi convinto che il dittatore accetterà di incontrare il dottore. Swire parte così per la Libia assieme a Nabil e incontra il colonnello Gheddafi, che sostiene di non voler concedere il trasferimento dei due accusati in Regno Unito perché in quanto libici non sarebbero trattati in modo equo e invita Swire ad andarsene.
I due accusati vengono intervistati dall'ABC, alle cui telecamere dicono di essere innocenti.
La frattura tra Libia e UK/USA si estende, con gli Stati Uniti che sostengono pubblicamente di ritenere l'attentato un messaggio politico di Gheddafi al loro paese, nonostante la messa in atto in Regno Unito.
Jim inizia a collaborare con l'avvocato Robert Black, col quale torna in Libia e si incontra nuovamente con Gheddafi. La Libia concede il trasferimento degli accusati in Regno Unito per il processo. Jim promette a Jane che dopo il processo smetterà con i suoi sforzi e accetterà il verdetto, qualunque esso sia.

## Episodio 3
- Diretto da: Jim Loach
- Scritto da: David Harrower

### Trama
Inizia il processo a Abdelbaset al-Megrahi e Al Amin Khalifa Fhimah, i due libici accusati. Sarà un processo lungo e seguitissimo dalla stampa, a cui Jane e Jim prendono parte con attenzione e continuità.
Dopo qualche tempo, Jane torna a Londra, mentre Jim, Murray e John Mosey, un altro familiare di una vittima, rimangono a Lockerbie per tutti i mesi del processo.
Col tempo il processo si intriga, si scopre una crescente presenza degli Stati Uniti e della CIA dietro a testimoni e a prove, Jim scopre che una delle piste principali è errata e vengono messe in dubbio diverse testimonianze, inoltre uno dei teste rivela che una delle prove è stata modificata rispetto al giorno del ritrovamento. Dopo cinque mesi dall'inizio del processo, Jim, Murray e John ricostruiscono tutto il caso arrivando a constatare l'innocenza di Megrahi e Fhimah, che, a quanto dice Jim, sarebbero stati incastrati.

## Episodio 4
- Diretto da: Otto Bathurst
- Scritto da: David Harrower

### Trama
Jim spiega a Jane le ragioni per cui è convinto che Fhimah e Megrahi non siano responsabili dell'attentato e che tutto il processo sia stato orchestrato dagli Stati Uniti per ragioni politiche.
Il giorno del verdetto, Fhimah viene riconosciuto innocente mentre Megrahi viene condannato all'ergastolo e Swire sviene per la tensione dopo la condanna.
Otto mesi dopo il verdetto, avviene l'attentato delle Torri Gemelle e lo stesso giorno la richiesta di appello di Megrahi viene negata, mentre la paura per il terrorismo torna a estendersi internazionalmente.
La figlia degli Swire partorisce una bambina e Jane converte la stanza di Flora in una cameretta per la neonata, mentre la famiglia si oppone alla convinzione di Jim dell'innocenza di Megrahi, che nel frattempo ottiene un secondo appello. Il dottor Swire decide, con lo sconvolgimento di tutti, di recarsi in carcere e incontrare Megrahi, a cui chiede se è il responsabile della morte della figlia.
Murray viene contattato da un suo conoscente, che all'epoca dell'attentato era tra gli agenti intervenuti, che gli fa intendere di avere qualcosa da dire, per poi, però, pentirsene. Jim propone al giornalista un'intervista doppia a lui e a Megrahi, ma Murray gli rivela di aver abbandonato le ricerche sull'attentato.
Jim si unisce con l'avvocato di Megrahi, McGill, per mettere a segno il piano per scoprire la verità sul caso e scarcerare l'accusato.
Murray scopre dal suo informatore che il governo britannico di John Major era stato informato fin dall'inizio dell'innocenza dei due libici e che c'è la possibilità che sia stata la CIA stessa a fabbricare la bomba che ha causato l'esplosione del volo. La ricerca e l'articolo di Murray vengono bloccate quando il legale del suo giornale rivela che gli Stati Uniti hanno secretato i documenti alla base dell'indagine già anni prima dello stesso processo.
A Megrahi viene diagnosticato un cancro terminale alla prostata e Jim torna a visitarlo in carcere. Viene richiesto il rimpatrio di Megrahi in Libia per motivi umanitari per permettergli di morire in patria.
Nel 2008, a vent'anni dall'attentato, Jim si presenta alla celebrazione delle vittime con indosso una spilla di giustizia per Megrahi, causando l'ira della moglie e di molti familiari delle vittime.

## Episodio 5
- Diretto da: Otto Bathurst
- Scritto da: David Harrower

### Trama
Megrahi accetta, contro le indicazioni di McGill e Swire, di ritirare la richiesta di appello per farsi trasferire in patria. Così, con pochi mesi di vita davanti, viene rimpatriato in Libia, dove viene accolto come un eroe. 
Nove mesi dopo, Megrahi è ancora vivo e i media pensano che la sua scarcerazione sia stata ingiusta e la sua prognosi falsificata. Swire continua però a difendere l'accusato, sostenendo che la scelta di rimpatriarlo e convincerlo a rifiutare l'appello sia stata imposta dal governo britannico per evitare di far morire consapevolmente un innocente in carcere.
Nel 2010, dopo lo scandalo Wiki Leaks, Murray scopre che la Libia aveva richiesto la scarcerazione di Megrahi minacciando il Regno Unito di interrompere gli accordi commerciali petroliferi.
In Libia scoppia una rivoluzione popolare contro Gheddafi. Jim inizia a dubitare dell'innocenza di Megrahi, che nel frattempo, apparentemente morente, continua a proclamarsi innocente. Convinto da Jane, Jim si reca in Libia per incontrare l'uomo e trova un paese ostile, pericoloso e occupato dalle milizie. Swire visita il capezzale di Megrahi, che gli rivela di star continuando le sue indagini sul caso e di aver scoperto nuove incongruenze nelle prove e nelle dichiarazioni di testimoni e esperti.
Jim dice a Murray di essere convinto che la prova principale alla base dell'accusa verso Megrahi e Fhimah sia stata messa appositamente dai servizi segreti statunitensi e inglesi, mentre il giornalista sostiene di credere nella colpevolezza del libico, con Gheddafi come mandante.
Nel 2012, dopo l'uccisione di Gheddafi, Megrahi muore per il tumore, mentre Jim dice alla moglie che vuole ancora trovare la verità. Jane gli fa capire di aver accettato da anni la reale possibilità di non avere risposte sulla morte di Flora e Jim per la prima volta dopo lungo tempo ricomincia a giocare con la sua famiglia.
Jim, dopo essersi rifiutato per anni, accetta la proposta della moglie di traslocare, lasciandosi così alle spalle un luogo fortemente legato alla sofferenza e ai tragici ricordi della morte della figlia.